# Eusyllis japonica
Eusyllis japonica är en ringmaskart som beskrevs av Imajima och Hartman 1964. Eusyllis japonica ingår i släktet Eusyllis och familjen Syllidae. Inga underarter finns listade i Catalogue of Life.